# Languriomorpha
Languriomorpha é um género de coleópteros da família Erotylidae.